# پارک میرامیگوئا، میسوری
پارک میرامیگوئا (به انگلیسی: Miramiguoa Park) یک روستا (ایالات متحده آمریکا) در ایالات متحده آمریکا است که در شهرستان فرانکلین، میزوری واقع شده‌است.
 پارک میرامیگوئا ۱٫۰۰ کیلومتر مربع مساحت و ۱۲۰ نفر جمعیت دارد و ۱۹۴ متر بالاتر از سطح دریا واقع شده‌است.